# Parafia św. Józefa Rzemieślnika w Żytkowiczach
Parafia św. Józefa Rzemieślnika w Żytkowiczach – rzymskokatolicka parafia znajdująca się w diecezji pińskiej, w dekanacie mozyrskim, na Białorusi.

## Historia
Parafia powstała w niepodległej Białorusi. Wcześniej w Żytkowiczach znajdowała się filia parafii Najświętszego Serca Pana Jezusa i Matki Bożej Fatimskiej w Lelczycach. Kościół zbudowano w drugim dziesięcioleciu XXI w..